# 馬哈里卡
馬哈里卡（羅馬化：maharlika），是古代菲律賓呂宋地區他加祿人社會的封建戰士階級，西班牙語翻譯為Hidalgos，意為自由人，他們屬於低級貴族階層，類似於米沙鄢人的提馬威。然而，在現代菲律賓語中，這個詞被錯誤地稱為“皇室貴族”。

## 詞源
馬哈里卡一字來自梵語maharddhika，意思是“有財富，知識或能力的人”。與現代定義相反，它並不是指統治階級，而是指他加祿族的戰士階級（屬於小貴族），這個詞在菲律賓語和馬來語中都有“自由人”或“被解放奴隸”的含義。

## 來源
這個詞的最早出現是在1590年一份西班牙人的手稿中提到的manlica，意思是“自由人”。唯一對馬哈里卡的其他當代描述是16世紀的方濟會修士Juan de Plasencia。他將他們與他加祿族包括達圖的世襲貴族階級區分開來。歷史學家威廉·亨利·斯科特認為，這個階級起源於高地位的戰士，他們與世襲貴族結婚，或可能是其他被征服的菲律賓部落的貴族階級殘餘。 
但他們的地位不是世襲，要以軍事能力取得。

## 描述
馬哈里卡是戰士，他們是達圖的附庸，不用交稅和進貢但被要求提供兵役。在戰爭時期，馬哈里卡有義務自費準備武器，並隨時隨地回應達圖的傳召。他們作為戰友在戰鬥中陪伴他們的統治者，在勝利後可獲分配4/5的戰利品。他們也可能偶爾要在達圖的土地上工作，並協助社區中的項目和其他活動。
但和提馬威不同，馬哈里卡比米沙鄢人的提馬威貴族更具軍事導向性。雖然可以通過結婚或移民改變忠誠對象，但他們必須舉辦一場盛宴，以紀念他們現在的達圖，並支付了6到18個金幣，然後才能擺脫他們的義務。相比之下，提馬威可以隨時隨意改變效忠對象，

## 現代使用

### 馬可仕獨裁時期
在菲律賓的“新社會運動”（Kilusang Bagong Lipunan）時代，时任菲律賓独裁總統费迪南德·馬可仕曾用“馬哈里卡”這個詞來宣傳專制下的菲律賓民族主義，錯誤地聲稱它包括古代菲律賓社會的國王和王子在內的菲律賓貴族。除了建議將菲律賓的名稱改為“馬哈里卡”外，馬科斯還使“馬哈里卡”成為街道，大廈，宴會廳，村莊和文化組織的時尚名稱。馬科斯自己用這個詞來命名高速公路，廣播公司和馬拉卡南宮的接待區。
馬可仕對這個詞的使用始於第二次世界大戰期間。他聲稱本身指揮了一群被稱為馬哈里卡部隊的游擊隊員。馬可仕還使用馬哈里卡作為他的個人名稱，描繪自己是第二次世界大戰期間最受庇護的反日菲律賓游擊隊士兵。在菲律賓的戒嚴時期，菲律賓電影界製作了一部名為“馬哈里卡”的電影，以展示他的“戰爭作用”。

### 建議的菲律賓國名
2019年，時任菲律賓總統罗德里戈·杜特蒂提出將菲律賓的國名改成馬哈里卡。